# Mavi Gök Airlines
 (mars 2025).
Si vous disposez d'ouvrages ou d'articles de référence ou si vous connaissez des sites web de qualité traitant du thème abordé ici, merci de compléter l'article en donnant les références utiles à sa vérifiabilité et en les liant à la section « Notes et références ».
 (mars 2025).
Mavi Gök Airlines est une compagnie aérienne à bas prix turque, créée en 2007 par l’agence de tourisme Anex tour ; elle opère surtout en saison estivale. La plupart des vols sont en direction de l'aéroport d'Antalya. La compagnie opère souvent en Allemagne et en Russie. Sa flotte est composée de Boeing 777 et de Boeing 737.

## Flotte
La flotte est composée de sept avions
|                  | Nombres d'appareils : |
| ---------------- | --------------------- |
| Boeing 777-300ER | 3                     |
| Boeing 737-900   | 1                     |
| Boeing 737-800   | 3                     |